# طوم هينسون
طوم هينسون (بالإنجليزية: Tom Heinsohn؛ 26 أغسطس 1934 – 10 نوفمبر 2020) هو لاعب كرة سلة أمريكي أصبح مدرباً بدأ مسيرته الاحترافية في سنة 1956. يبلغ طوله 6 قدم 7 بوصة (2.0 م). اعتزل اللعب في 1965.

## فرق لعب لها
- بوسطن سيلتكس

## روابط خارجية
- طوم هينسون على موقع IMDb (الإنجليزية)
- طوم هينسون على موقع الموسوعة البريطانية (الإنجليزية)
- طوم هينسون على موقع إن إن دي بي (الإنجليزية)
- طوم هينسون على موقع قاعدة بيانات الفيلم (الإنجليزية)
- طوم هينسون على موقع إن بي أي (الإنجليزية)
- طوم هينسون على موقع سبورتس رفرنس (الإنجليزية)
- طوم هينسون على موقع كلية كرة السلة في سبورتس رفرنس.كوم (الإنجليزية)
- طوم هينسون على موقع ريلجم (الإنجليزية)
- طوم هينسون على موقع بروبوليرز (الإنجليزية)
- طوم هينسون على موقع قاعة المشاهير الجامعة الوطنية لكرة السلة (الإنجليزية)
- طوم هينسون على موقع سبورتس رفرنس (الإنجليزية)